# واقعية أفلاطونية

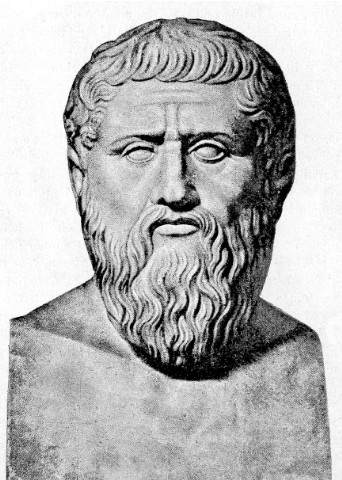

الواقعية الأفلاطونية (بالإنجليزية: Platonic Realism) هي موقف فلسفي يكون فيه للكُليّات أو الأشياء المجردة وجود موضوعي خارج الأذهان البشرية. وقد نُسب هذا المصطلح الفلسفي إلى الفيلسوف الإغريقي أفلاطون الذي طبّق فكرة الواقعية على تلك الكليات التي اعتبرها مُثُلًا (صورًا مثالية). ويُعرف هذا الاتجاه أيضًا بشكل ملتبس باسم المثالية الأفلاطونية، ولكن ينبغي عدم الخلط بينه وبين المذهب المثالي كالتي عرّفها الفيلسوف جورج باركلي، حيث لا تتوافق مجردات أفلاطون زمانيًا ولا مكانيًا أو حتى ذهنيًا مع المثالية الحديثة في التركيز على وجود العقل. تشتمل مُثُل أفلاطون على أعداد وأشكال هندسية، ما يجعلها نظرية للواقعية الرياضية، وتشمل أيضًا على مُثل الخير، ما يجعلها نظرية للواقعية الأخلاقية. شرح أفلاطون تصوراته للواقعية المتعلقة بوجود الكُليّات في محاورة كتابه الجمهورية وفي أماكن كمحاورات فيدون وفايدروس ومينون وبارمنيدس.

## الكُليّات
لا توجد الكليات في واقعية أفلاطون، كالطريقة التي توجد بها الأشياء المادية العادية، على الرغم من أن أفلاطون أشار بشكل مجازي إلى تلك الأشياء لكي يشرح تصوراته. تسعى التيارات الأحدث من هذه النظرية إلى تجنب تقديم وصف قد يكون مضللًا- للكُليات. وتدعم تلك التيارات عوضًا عن ذلك فكرة عدم وجود معنى (أو مقولة خاطئة) في تطبيق مقولات الزمان والمكان على الكُليات. ترى الواقعية الأفلاطونية -بصرف النظر عن وصفها- أن الكُليات موجودة بشكل متسع وبمعنى مجرد، حتى وإن لم تكن موجودة على مسافة زمنية أو مكانية من أجساد الناس. وبالتالي فإن الناس لا يستطيعون الرؤية أو الاتصال بشكل ملموس مع الكُليات من ناحية أخرى، لكن لكي يتمكن المرء من تصور الكُليات، يتعين عليه أن يكون قادرًا على تصور تلك المُثل المجردة.

### نظريات الكُليات
هناك تحدٍ أمام نظريات الكليات بما في ذلك الواقعية الأفلاطونية؛ لتلبية شروط بعض القيود حول نظريات الكليات. تفكُّ الواقعية الأفلاطونية واحدًا من تلك القيود، من ناحية أنها نظرية فيما تشير إليه من مصطلحات عامة، فتُعد المُثل النموذج الذي يعطي المعنى للمصطلحات العامة التي يُرجع إليها. أي أن فهم مصطلحات مثل الاحمرار أو ثمرة التفاح (كأفكار عامة دون تحديد) يعود إلى فهم مُثلها وفقًا للواقعية الأفلاطونية، وتكتسب الأفلاطونية معقوليتها في الواقع، نتيجة تضمُّنها أن الاحمرار على سبيل المثال، يمكن أن نفترض إشارته إلى شيء موجود بعيدًا عن المكان والزمان، لكن له الكثير من الحالات المحددة.
يفسر بعض فلاسفة اللغة المعاصرين الأفلاطونيةَ على أنها تعني القضية التي توجد فيها الكُليات بشكل مستقل عن خصائصها الجزئية (الكُلي هو أي شيء يمكن إسناده للجزئي). ويوجد بشكل مشابه صورة من الأفلاطونية الحديثة في الفلسفة السائدة للرياضيات، وتحديدًا فيما يتعلق بأسس الرياضيات. فيشمل التفسير الأفلاطوني لتلك الفلسفة الطرحَ القائل إن الرياضيات تُكتشف لا تُخْلق.

### نظرية المُثُل
يرتبط تفسير أفلاطون للكليات مع نظريته في المُثل، التي استخدم فيها كلًّا من المصطلحين εἶδος (الصورة أو المثال)، ἰδέα (الفكرة: الصفة المميزة)، لوصف نظريته. والمُثل هي أشياء أو موضوعات مجردة توجد بشكل مستقل عن الذهن، أو نماذج إرشادية (أنماط في الطبيعة) لتلك الأشياء أو الخصائص والعلاقات الجزئية المتعينة التي توجد بصفتها نُسخًا غير أصلية من تلك النماذج. تتأصل المُثل في الجزئيات المتعينة التي يُقال إنها تشارك في المُثل. وكان يُترجم المصطلح كلاسيكيًا إلى (الفكرة)، لكن الأدبيات اللاحقة تستعمل الآن مصطلح (الصورة) أو المُثل (أحيانًا يُستخدم مصطلح نوع تحديدًا في مناقشة محاورات أفلاطون: السفسطائي والسياسي) لتجنب الالتباس مع الكلمة الإنجليزية التي تشير إلى (الفكر).
يمكن توضيح المثال الأفلاطوني من خلال مقارنة مثلث ملموس مع مثلث مثالي (فكرة المثلث نموذجًا). المثال الأفلاطوني هو المثلث النموذجي أو المثالي، وهو شكل مرسومة خطوطه بشكل مكتمل، ومجموع زواياه 180 درجة. وسوف تمثل أي صورة أو نسخة نعثر عليها من المثلث، نسخة غير كاملة من المثلث المثالي. بغض البصر عن مدى دقة أدوات القياس والرسم، فلن تكون قادرًا أبدًا على إعادة خلق هذا الشكل الكامل. حتى لو رُسم بشكل لا تستطيع حواسنا إدراك عيوبه، فإن جوهر الشكل سيبقى غير مكتمل؛ أي غير قادر على التطابق مع المثلث المثالي أبدًا. تعتبر بعض الاتجاهات في الواقعية الأفلاطونية -مثل بروكلس- أن مُثل أفلاطون هي أفكار موجودة في ذهن الإله. ويعتبر الغالبية أن المُثل ليست كيانات ذهنية على الإطلاق.

## الجزئيات المحسوسة
ترتبط المُثل في الواقعية الأفلاطونية، بالجزئيات المحسوسة (نماذج الأشياء والخصائص)، بالطريقة التي يُعتبر فيها الشيء الجزئي المحسوس نسخة من مثاله. فعلى سبيل المثال، يُقال عن التفاحة المفردة المحسوسة إنها نسخة من مثال شكل التفاح، وإن احمرار التفاحة هو حالة أو نموذج من لون الاحمرار. والمشاركة هي علاقة أخرى بين المُثل وبين الجزئيات المحسوسة. فيقال إن تلك الجزئيات تشارك في المُثل، وإن المُثل موجودة داخل الجزئيات. وهناك وفقًا لأفلاطون بعض المُثل غير ممثلة في الجزئيات على الإطلاق، لكنه يؤكد على أن ذلك لا يقتضي عدم إمكانية المُثل أن تكون ممثلة في الجزئيات. فالمُثل قادرة على أن تكون مُمثلة من خلال الكثير من الجزئيات المحسوسة المختلفة، ما ينتج عنه وجود الكثير من نسخ تلك المُثل، أو وجودها وملازمتها للكثير من الجزئيات.

## نقد
يتعلق الانتقادان الأساسيان للواقعية الأفلاطونية بمسألة تأصل المُثل في الجزئيات -وبصعوبة- تكوين التصورات العقلية دون إدراك حسي. بالرغم من تلك الانتقادات، فللواقعية مدافعون أقوياء؛ فتباينت شعبيتها عبر القرون.

## نقد تأصيل المُثل
يقول النقاد إنه لم تُعرَّف مصطلحات مثل إنشاء نموذج أو تمثيل، ونسخة، بشكل كافٍ، وإن المشاركة والتأصيل غامضان وغير واضحين في المُثل. إنهم يتساءلون عن معنى القول إن مثال شكل التفاحة متأصل في تفاحة معينة محسوسة أو إن التفاحة هي نسخة من مثال شكل التفاح. بالنسبة إلى الناقد، فيبدو أن المُثل لا يمكن أن يكون لها شكل ما دامت غير مكانية، ولذلك لا يمكن للتفاحة أن تكون نفس شكل للمثال. يعتقد النقاد أيضًا بغموض معنى القول بمشاركة التفاحة بشكل التفاحة أو مثالها.
تقول الحجج -التي تُفند نقد التأصيل- إن مثال شيء ما مكاني، قد يفتقر إلى موقع (مكاني) ملموس، ومع ذلك يمتلك خواص مكانية مجردة. فيمكن للتفاحة أن يكون لها نفس الشكل كما هو موجود في المثال. تقول تلك الحجج عادة إن العلاقة بين الجزئيات المحسوسة ومُثلها معقولة جدًا ويسهل فهمها؛ إذ إن الناس يطبقون نظرية أفلاطون في الحياة اليومية بطريقة غير معقدة أو إشكالية؛ وإن ذلك النقد المتعلق بالتأصيل هو مجرد خلق مطلب زائف لشرح الفهم العادي للتأصيل كما لو كان إشكالية معقدة. يعني هذا أن الحجة الداعمة تزعم أن النقد هو مجرد وهم للمسألة، وبالتالي يمكن الشك بأي تصور فلسفي.

## نقد التصورات دون إدراك حسي
يرتبط نقد المُثل بأصل التصورات العقلية دون الاستفادة من الإدراك الحسي. فعلى سبيل المثال، يرى أفلاطون أنك لكي تفكر في اللون الأحمر بشكل عام، فإنك تفكر في مثال الاحمرار. ومع ذلك يتساءل النقاد عن كيف يمكن للمرء أن يكون لديه تصور عن وجود المُثل في عالم خاص من الكون بعيدًا عن المكان والزمان، بما أن هذا التصور لا ينبع من الإدراك الحسي؟ بالرغم من أن المرء يمكنه رؤية التفاحة ولونها الأحمر، يُحاجج الناقد بأن تلك الأشياء مجرد مشاركة في المُثل أو نسخ منها. وبالتالي يزعمون أن تصور تفاحة معينة ولونها الأحمر لا يعني تصور شكل التفاحة والاحمرار بشكل عام، لذا يتشككون في أصل المفهوم.
يناقش مع ذلك مذهب أفلاطون في التذكر، ذلك النقد من خلال قوله إن النفوس قد وُلدت وبها تصورات المُثل، وينبغي فقط إعادة تذكيرها بتلك التصورات من الماضي قبل الميلاد، عندما كانت النفوس على اتصال قريب من المثل في الفردوس الأفلاطوني. هكذا يُعرف أفلاطون بوصفه واحدًا من أوائل العقلانيين -معتقدًا كما فعل- بأن البشر يولدون مع رصيد من المعرفة القَبلية التي يمكنهم الوصول إليها عبر عملية التعقل أو التفكير، وهي العملية التي وجدها النقاد غامضة إلى حد ما.
يتمثل الرد الأحدث على هذا النقد الخاص بالتصورات التي لا أساس لها من الإدراك الحسي، في أن الزعم بشمولية خواصها هو أمر لا مفر منه؛ لأن المرء يختبر الأشياء فقط عن طريق التصورات العامة. وبما أن الناقد يفهم بالفعل العلاقة بين المجرد والعيني (المحسوس)، فإنه مطالب بالتوقف عن التفكير في أن ذلك ينطوي على تناقض. يوفق الرد بين المذهب الأفلاطوني وبين التجريبية، من خلال التأكيد على أن الشيء المجرد (لا العيني) هو شيء واقعي قابل للمعرفة عبر تجسده أو تمثله. وما دام أن الناقد قد فهم أخيرًا ما هو مجرد، فيقترح الرد أن يتخلى فقط عن التحيز ويتقبل الأمر.